# Le Café de la plage
Pour le film de 2001, voir Café de la plage.
Le Café de la plage est une série de bande dessinée du français Régis Franc publiée de février 1977 à septembre 1980 dans le quotidien généraliste Le Matin de Paris. Elle a fait l'objet de plusieurs recueils entre 1977 et 1982, et d'une intégrale publiée par Casterman en 1989.
Chaque histoire de ce comic strip sur deux bandes en 996 épisodes se déroule au bord d'une plage, avec des décors minimalistes et des personnages animaliers anthropomorphes qui devisent de sujets divers. Le Café de la plage se distingue par la coexistence de différentes intrigues aux différents plans de chaque case, un procédé alors inédit à cette échelle dans la bande dessinée francophone.

## Albums publiés
- Le Café de plage, Le Matin :

1. Le Café de la plage, 1977.
2. Monde stress, 1978[2].
3. Rose à l'arête, 1979.
4. L'Arrivée, 1980, 1980.

- Le Cagé de la plage (édition intégrale), Le Matin :

1. Album n° 1, 301 p., 1982. Reprend les quatre premiers albums.
2. Suite et fin, 199 p., 1981.

- Le Café de la plage, Casterman, 1989  (ISBN 2-203-38010-1).